# Juegos Olímpicos de la Juventud de Nankín 2014
Los Juegos Olímpicos de la Juventud 2014 (Chino simplificado: 2014年夏季青年奥运会; Chino tradicional: 2014年夏季青年奧運會; Pinyin: 2014 Nián Xiàjì Qīngnián Àoyùnhuì) (oficialmente conocidos como Juegos de la II Olimpiada de la Juventud (Chino simplificado: 第二届夏季青年奥林匹克运动会; Chino tradicional: 第二屆夏季青年奧林匹克運動會; Pinyin: Dì èr gè Xiàjì Qīngnián Àolínpǐkè Yùndònghuì) fue la segunda edición de los Juegos Olímpicos de la Juventud, un evento multideportivo, cultural y festival para atletas entre 14 y 18 años. El evento se llevó a cabo en Nankín, China, del 16 al 28 de agosto de 2014, aunque los eventos de fútbol comenzaron unos días antes de la ceremonia de inauguración.
Previamente antes de realizarse los Juegos Olímpicos de la Juventud en Nankín, se realizaron los Juegos Asiáticos de la Juventud 2013 también en Nankín como ensayo para estos juegos.

## Proceso de candidatura
El Comité Olímpico Internacional creó los Juegos Olímpicos de la Juventud en el año 2007.
La ciudad anfitriona de 2014 fue elegida durante la 122.ª Sesión del COI realizada en Vancouver, dos días antes de la inauguración de Vancouver 2010. Esta fue la primera elección de una ciudad sede de Juegos Olímpicos de la Juventud celebrada en una sesión del COI. Anteriormente, las elecciones para las sedes de los Juegos Olímpicos de la Juventud 2010 y los Juegos Olímpicos de la Juventud de Invierno 2012 se realizaron a través de votaciones electrónicas.
| Ciudad | País    | Votos |
| Nankín | China   | 47    |
| Poznań | Polonia | 42    |

- Abril de 2009 — Los NOC informaron al COI sobre sus ciudades candidatas para los Juegos. (La fecha original fue febrero de 2009, sin embargo, los NOC solicitaron más tiempo de preparación)[2]
- Septiembre de 2009 — Presentación de los archivos de candidatura.
- Diciembre de 2009 — Preselección de las ciudades candidatas.
- Febrero de 2010 — Elección de sede.[3]

### Ciudades descartadas
- Guadalajara, México

Fue elegido por unánime del gobierno y el comité organizador de los Juegos Panamericanos el que Guadalajara se retire ya que sería muy difícil organizar dos eventos de tal magnitud.
- Ruan, Francia

Las autoridades locales expresaron oficialmente sus intenciones de aplicar por los Juegos de la Juventud y presentaron su logotipo oficial. Sin embargo, debido a la decisión del COF de postular a Annecy como sede de los Juegos Olímpicos de invierno de 2018, obligaron a Rouen a deponer su candidatura.
- Belgrado, Serbia

Belgrado mostró interés inicial en las licitaciones para la 2010 al grado de ir tan lejos para asistir al taller inicial en Lausana, Suiza en la sede del COI. Sin embargo, la ciudad se retiró, y declara su intención de ofertar por la segunda edición en lugar de la primera, pero esto no se concretó.
- Moscú, Rusia

Moscú fue la finalista junto con el eventual ganador Singapur en el proceso para 2010. Moscú declaró que se ofertará para las futuras ediciones, más no en esta versión, debido a que la ciudad rusa de Sochi fue sede de los Juegos Olímpicos de invierno de 2014.
- Nueva Delhi, India

Citando la experiencia que han adquirido en acoger los Juegos de la Juventud de la Commonwealth 2008 en Pune, y los Juegos de la Commonwealth 2010 en Nueva Delhi, el presidente del Comité Olímpico Hindú Suresh Kalmadi ha declarado su intención de postular por los Juegos de la Juventud 2014, así como, posiblemente, la edición 2020 de los "altos" de juegos.
- Manila, Filipinas

El sitio web Pinoy Olympic, que busca la candidatura por los Juegos Olímpicos de 2024, ha declarado sus intenciones de buscar la segunda edición de los Juegos Olímpicos de la Juventud. Inclusive, ya promociona un logotipo. Esta candidatura no prosperó.
Otras ciudades que mostraron interés fueron:
- Yakarta, Indonesia

- Estambul, Turquía

- Tánger, Marruecos

- Medellín, Colombia[5]

## Símbolos

### Nankín

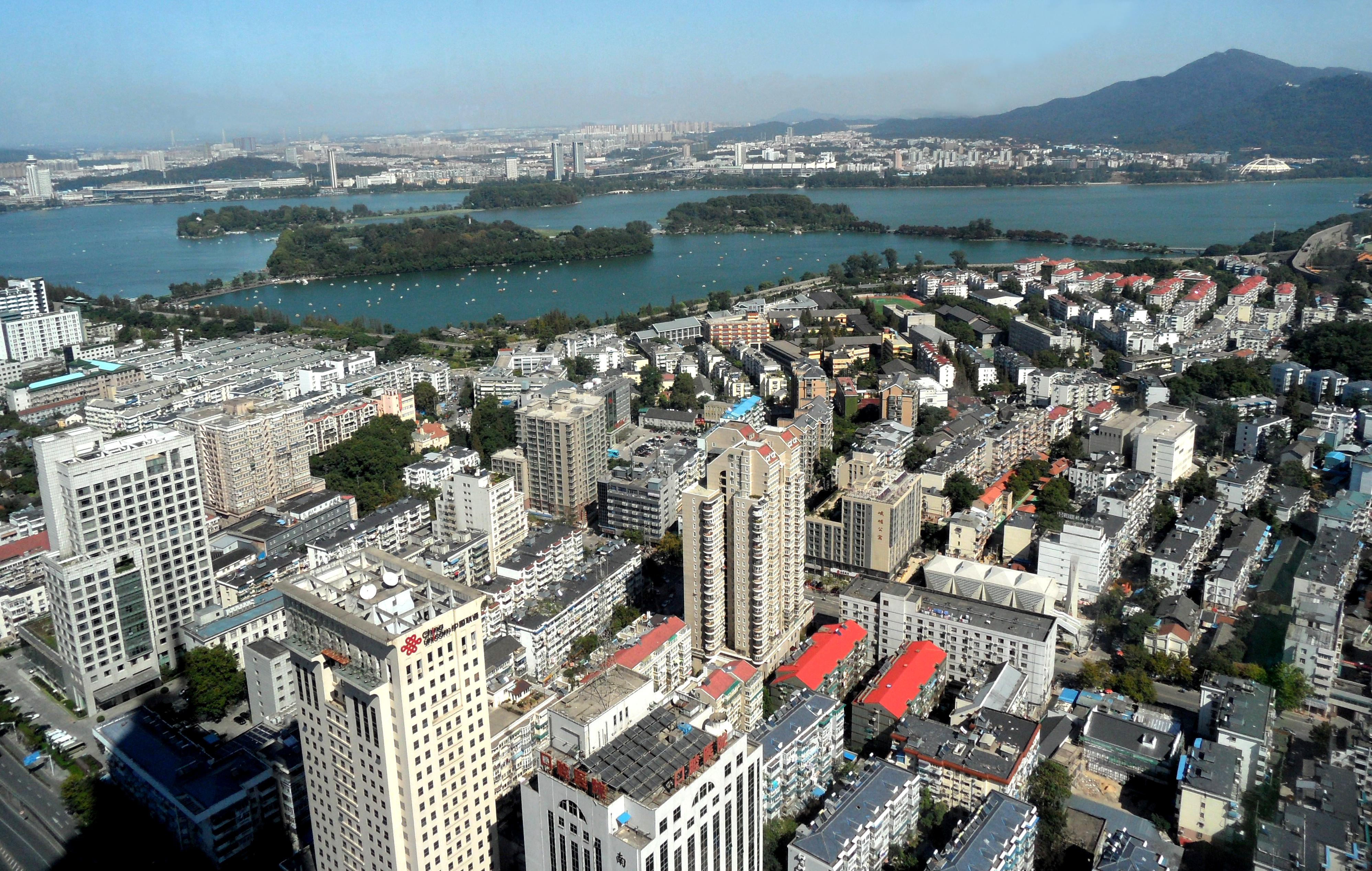
Imagen de la ciudad.

Nankín es la capital de la provincia de Jiangsu en la República Popular China, situada cerca del río Yangtsé (Río Azul). Nankín es la segunda mayor ciudad de la región, por detrás de Shanghái. Es conocida como la “Capital de la Educación, la Ciencia, la Cultura, el Arte y el Turismo”. Antiguamente era conocida como «La capital del cielo». Es una de las cuatro capitales antiguas de China y fue la capital para diez dinastías o reinos en la antigua China, así como también capital del país durante algunos períodos el siglo XX.
Nankín tiene un clima monzónico subtropical norte con cuatro estaciones bien diferenciadas. El promedio de horas anuales de sol es de 1971,2. La temperatura media anual es de 15,5 °C. Las precipitaciones de junio a agosto representan el 45 % de las precipitaciones anuales promedio de 1019,5 mm.

### Mascota
Al igual que los tradicionales Juegos Olímpicos, los Juegos Olímpicos de la Juventud de 2014 tienen su propia mascota, llamada Nanjinglele, o simplemente "Lele".
"Lele" significa "felicidad" en chino mandarín. Los colores están inspirados en una piedra natural de China, llamada "The Rain Flower", que se puede encontrar en espacios naturales en varias formas. Los diversos colores representan el espíritu olímpico de los jóvenes atletas.

### Canción oficial
La canción oficial de Nankín 2014 fue elegida mediante una competencia que duró desde diciembre de 2013 y junio de 2014 y tuvo la participación de unas cinco mil personas. El tema fue anunciado oficialmente el día 27 de junio de 2014.
El tema titula "Dreams never ends" (en español: Los sueños nunca terminan) y fue escrito por Bian Liu-nian, compositor y director musical de la Ceremonia de clausura de los Juegos Olímpicos de Pekín 2008.

### Emblema
El 19 de mayo de 2011, fue dado a conocer el emblema de los juegos. Por la noche del mismo día, los Comité Organizador de los Juegos Olímpicos de la Juventud (NYOGOC) realizó un evento de lanzamiento del emblema en la ciudad.
Con el fin de crear un emblema único y atractivo el comité organizador invitó a la gente alrededor del mundo a participar en un concurso de diseño de emblema olímpico. En total, se recibieron más de 4.000 diseños de China y el resto del mundo. El diseño adoptado seleccionado por el COI fue revisado y mejorado por Wang Min, director de la Escuela de Diseño en la Academia Central de Bellas Artes de China y su equipo.
El significado del emblema de los juegos refleja la riqueza de la cultura china. La palabra "NANJING" se forma con los contornos de la puerta de la antigua Gran Muralla China y viviendas típicas populares al sur de China. Estos representan una puerta de enlace de invitación, dando la bienvenida a todos a esta jubilosa, evento internacional de la juventud.

## Sedes
Todas las sedes se ubican en cuatro zonas de la ciudad de Nankín. Todas las sedes, a excepción de las de ciclismo de pista, Vela, y de triatlón, serán temporarias, es decir serán demolidas una vez finalizados los juegos.

### Sedes de competencias
| Distrito  | Sede                                                                             | Imagen         | Deportes                                                   | Capacidad |
| --------- | -------------------------------------------------------------------------------- | -------------- | ---------------------------------------------------------- | --------- |
| Gulo      | Gimnasio de Longjiang                                                            |                | Judo, Lucha                                                |           |
| Gulo      | Unidad Deportiva del Estadio de Wutaishan                                        |                | Baloncesto, Fútbol, Tenis de mesa                          |           |
| Jiangning | Base de Entrenamiento Deportivo de Fangshan                                      |                | Tiro con arco, Tiro                                        |           |
| Jiangning | Centro Deportivo de Jiangning                                                    |                | Fútbol, Balonmano                                          |           |
| Jiangning | Jinniu Lake Sailing Venue                                                        |                | Vela                                                       |           |
| Jianye    | Centro de Exposición Internacional de Nankín                                     |                | Boxeo, Esgrima, Pentatlón moderno, Taekwondo, Halterofilia |           |
| Jianye    | Centro Olímpico de Nankín                                                        |                | Natación, Saltos, Atletismo, Gimnasia, Pentatlón moderno   | 60,000    |
| Pukou     | Parque nacional Laoshan                                                          |                | Ciclismo                                                   |           |
| Pukou     | Parque Olímpico de Deportes de Nankín                                            |                | Vóley de playa, Ciclismo, Hockey, Rugby 7                  |           |
| Xuanwu    | Instituto Nacional de Deporte de Nankín                                          |                | Bádminton, Tenis                                           |           |
| Xuanwu    | Centro Polideportivo de Xinzhuang (Centro de Exhibición Internacional de Nankín) |                | Ecuestre                                                   |           |
| Xuanwu    | Lago de Xuanwu                                                                   |                | Triatlón                                                   |           |
| Xuanwu    | Pista de Canotaje-Remo del Lago de Xuanwu                                        | Canotaje, Remo |                                                            |           |
| Xuanwu    | Zhongshan International Golf Club                                                |                | Golf                                                       |           |

### Villa Olímpica de la Juventud

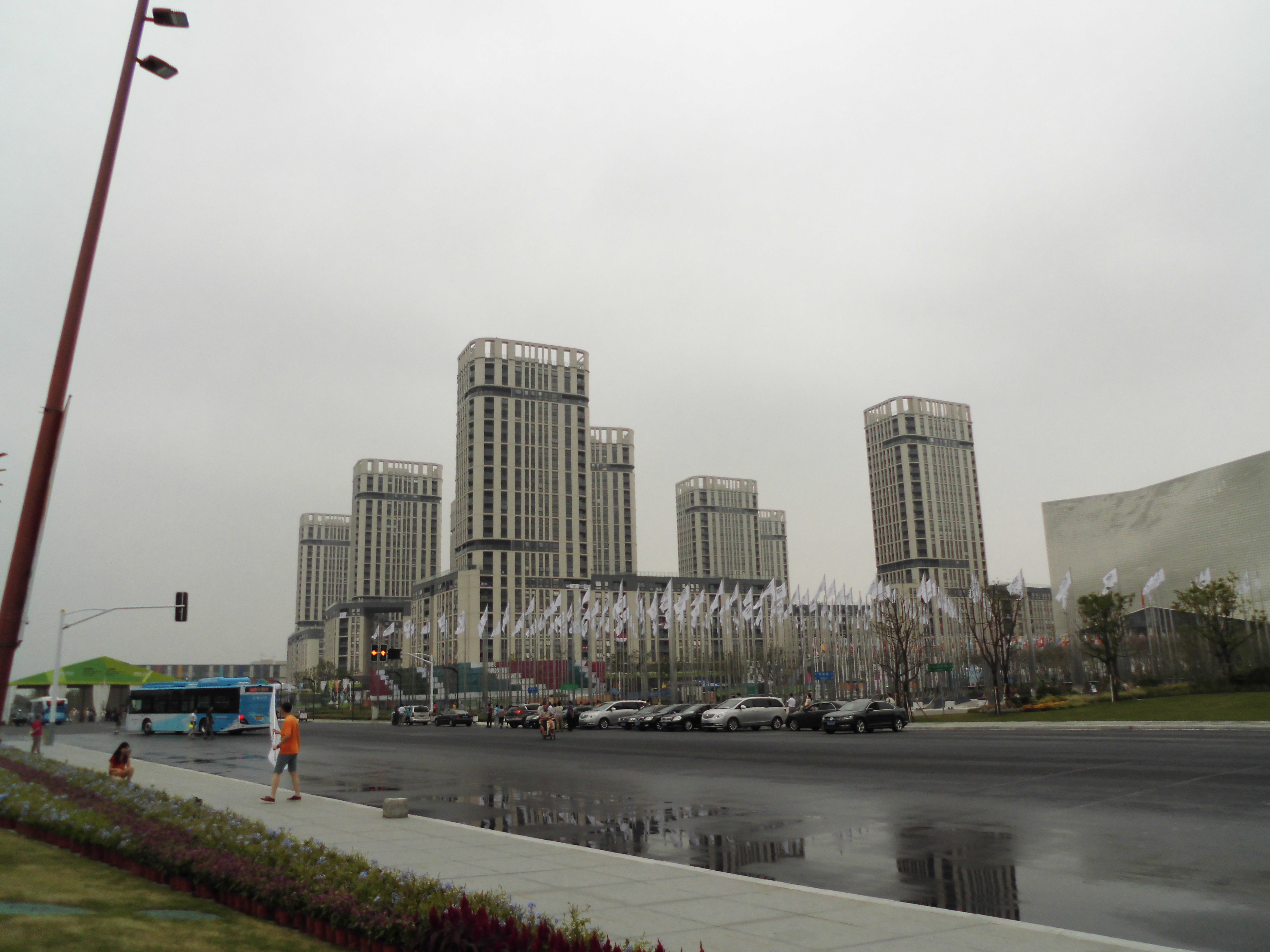
Villa Olímpica de la Juventud de Nankín 2014.

Para estos juegos se construyó la Villa Olímpica de la Juventud (YOV) se encuentra en Hexi, Nankín, a lo largo del río Binjiang, que abarca más de 140 000 metros cuadrados. Durante los Juegos, la villa proporcionará alojamiento, alimentos y otros servicios para los 5959 atletas, oficiales de equipo, jóvenes embajadores y periodistas. El día 18 de marzo de 2014 fue visitada por el presidente del Comité Olímpico Internacional, Thomas Bach y él criticó con términos elogiosos la villa:

¡La Villa Olímpica de la Juventud es más que bien! Me gustaría ser un joven atleta ya que podría estar aquí para participar en los Juegos Olímpicos de la Juventud.

El día 12 de agosto, la Villa Olímpica fue inaugurada en un acto realizado a las 08:30 horas (UTC+8). Esta duró 25 minutos y también allí se expusieron segmentos mostrando la Cultura de China.

#### Alimentación
El comité organizador designó a un total de 600 cocineros, a más de 500 miembros del personal y a varios voluntarios para alimentar a los atletas. Los chefs, formados por profesionales y aprendices de escuelas culinarias de Pekín y Nankín, prepararán 60 platos diferentes para el desayuno, 80 platos para el almuerzo y otras 45 opciones para la cena. Además, a los atletas se les ofrece un menú donde la comida aparece clasificada de acuerdo a los diferentes tipos de cocina como: mediterránea, asiática, china y continental. Además, habrá secciones separadas para postres y platos fríos.
Además de servir platos preparados, el equipo de alimentos y bebidas también llevará a cabo talleres de cocina saludable para educar a los jóvenes atletas sobre la nutrición apropiada y la forma de cocinar y comer de forma saludable.

## Suministros

### Transporte
Para estos juegos, el comité organizador desarrolló un plan de transporte integral para todos los atletas olímpicos y espectadores, así como para los voluntarios y personal de los juegos.
Durante los juegos, varios autobuses promocionaban los juegos. Los microbuses que transportan a los atletas se les debe dejar paso por lo que se aplicaron restricciones temporales de tráfico, y además se incorporaron siete líneas de autobuses.
También, el metro de Nankín fue designado como transporte oficial de los juegos. Durante este evento, el público podrá tener uso gratuito del metro.

### Transmisión
| Canal                   | País          | Ref.          |
| ----------------------- | ------------- | ------------- |
| Claro Sports            | Latinoamérica | [ 18 ]        |
| ESPN                    | Latinoamérica |               |
| TVes                    | Venezuela     | [ 19 ] [ 20 ] |
| Olympic TV              | Mundial       |               |
| Teledeporte             | España        |               |
| TV Perú                 | Perú          |               |
| TyC Sports y TV Pública | Argentina     |               |
| TNU                     | Uruguay       |               |
| Paraguay TV             | Paraguay      |               |
| Citytv                  | Colombia      |               |
| Ecuador TV              | Ecuador       |               |
| Canal Once              | México        |               |

## Antorcha olímpica

### Características
La antorcha olímpica de la juventud fue diseñado por la corporación Vatti. La antorcha es conocida como la "Puerta de la Felicidad". El diseño de la antorcha consiste en una estructura parecida a una puerta de la ciudad de Nankín y esta se encuentra en la parte superior de la antorcha, se aprecia también un color azul en la antorcha y esta representa la paz de la ciudad. El río Yangtsé que fluye junto a Nankín se presenta como rayas que se encuentran en el mango de la antorcha. Se dice[¿quién?] que la antorcha es capaz de resistir velocidades de viento de 11 metros por segundo (11 m/s), precipitaciones de 50 milímetros por hora (50 mm/h), una altura de hasta 4500 metros y una temperatura de -15 °C a 45 °C.

### Relevo
Siguiendo la tradición olímpica, la ceremonia de encendido de la antorcha se celebró el 30 de abril de 2014 en Atenas, Grecia, en el Estadio Panathinaikó, donde los primeros Juegos Olímpicos se celebraron en 1896. Cuatro jóvenes atletas de Grecia y China protagonizaron el acto con un mini-relé.
El relevo de la antorcha se dividió en dos partes. La primera parte fue un relé digital donde las personas que han descargado una aplicación móvil pudieron participar en el relevo a través de una opción interactiva Give Me Fire. Cuando se utilizaba esta característica los usuarios fueron capaces de pasar la llama olímpica de la juventud a sus amigos tocando sus dispositivos. El relé recorrió 258 lugares diferentes en línea de los 204 comités olímpicos nacionales en 98 días.
Europa
Grecia, Chipre, Israel, Malta, Bulgaria, Turquía, Armenia, Azerbaiyán, Georgia, Ucrania, Rusia, Moldavia, Macedonia, Serbia, Rumanía, Montenegro, Bosnia y Herzegovina, Croacia, Eslovenia, San Marino, Italia, Mónaco, Andorra, España , Portugal, Francia, Suiza, Austria, Liechtenstein, Hungría, Eslovaquia, República Checa, Luxemburgo, Alemania, Bélgica, Países Bajos, Dinamarca, Polonia, Bielorrusia, Lituania, Letonia, Estonia, Finlandia, Noruega, Suecia, República de Irlanda, Reino Unido , Islandia.
América
Bermudas, Canadá, Estados Unidos, México, Belice, Guatemala, El Salvador, Honduras, Nicaragua, Costa Rica, Jamaica, Cuba, Islas Caimán, Bahamas, Haití, República Dominicana, Puerto Rico, Islas Vírgenes Británicas, Islas Vírgenes de los Estados Unidos Islas, San Cristóbal y Nieves, Antigua y Barbuda, Dominica, Santa Lucía, San Vicente y las Granadinas, Barbados, Granada, Trinidad y Tobago, Aruba, Panamá, Colombia, Guyana, Venezuela, Brasil, Surinam, Ecuador, Perú, Bolivia, Paraguay, Argentina, Uruguay, Chile. 
África
Cabo Verde, Marruecos, Argelia, Túnez, Libia, Egipto, Eritrea, Yibuti, Somalia, Etiopía, Sudán, Chad, Níger, Mali, Mauritania, Senegal, Gambia, Guinea-Bissau, Guinea, Sierra Leona, Liberia, Costa de Marfil, Burkina Faso , Ghana, Togo, Benín, Nigeria, Santo Tomé y Príncipe, Gabón, Guinea Ecuatorial, Camerún, República Centroafricana, República del Congo, República Democrática del Congo, Burundi, Ruanda, Uganda, Kenia, Tanzania, Malawi, Zambia, Angola, Namibia, Botsuana, Zimbabue, Mozambique, Suazilandia, Sudáfrica, Lesoto, Madagascar, Mauricio, Comoras, Seychelles.
Oceanía
Australia, Tonga, Nueva Zelanda, Islas Cook, Samoa Americana, Samoa, Fiyi, Vanuatu, Islas Salomón, Tuvalu, Nauru , Kiribati, Islas Marshall, Estados Federados de Micronesia, Guam, Palau, Papúa Nueva Guinea. 
Asia
Timor Oriental, Indonesia, Malasia, Singapur, Brunéi Darussalam, Maldivas, Sri Lanka, Yemen, Omán, Emiratos Árabes Unidos, Catar, Baréin, Kuwait, Palestina, Jordania, Arabia Saudita, Líbano, Siria, Irán, Irak, Turkmenistán, Uzbekista n, Kazajistán, Mongolia, Kirguistán, Afganistán, Tayikistán, Pakistán, India, Nepal, Bután, Bangladés, Myanmar, Tailandia, Laos, Camboya, Vietnam, Filipinas, Taipéi Chino, Japón, Corea del Sur, Corea del Norte, Hong Kong, China.
Después de que el relé digital comenzará su parte física en Nankín, se realizó un nuevo relé de 10 días. Unos ciento cuatro portadores llevaron la antorcha de forma individual o en parejas. Después, los portadores de la antorcha realizaron un acto donde se centraron principalmente en la juventud y se incluyen individuos de deporte, la cultura, los medios de comunicación, voluntarios y el Comité Olímpico Internacional.
La antorcha virtual de Nankín 2014 fue transmitida a la misión lunar Chang’e-3 desde el Centro de Control Aeroespacial de Pekín el 19 de junio en un evento que combinó de manera perfecta ciencia y tecnología avanzadas con el espíritu de los Juegos Olímpicos de la Juventud para llamar la atención de los jóvenes y estimular su interés por el espacio exterior. El alunizaje fue el primero de este tipo para la llama olímpica y otro hito importante luego del arribo de la llama al Polo Sur el 28 de mayo pasado.
En el acto se destacó la presencia de grandes deportistas domo Lin Dan, bicampeón olímpico en bádminton, Zhong Man, campeón olímpico de Esgrima en los Juegos Olímpicos de Pekín 2008 y el reconocido director musical Chen Weiya y el compositor Bian Liunian.

## Programa deportivo
Esta es una lista de los deportes que formaron parte del programa deportivo de los Juegos Olímpicos de la Juventud 2014. El golf y el rugby 7 se incluyeron por primera vez en la historia de los Juegos Olímpicos y el vóley de playa reemplazó al vóley de salón. Se cambió el formato de algunos deportes como el hockey sobre césped, que se jugó en una cancha más pequeña y con cinco jugadores por equipo.
Se introdujeron nuevos eventos de equipos mixtos, como en el tiro.
| - Atletismo - Bádminton - Baloncesto - Balonmano - Boxeo - Ciclismo - Deportes acuáticos: - Natación - Saltos - Equitación - Esgrima - Fútbol - Gimnasia: - Gimnasia artística - Gimnasia rítmica - Trampolín | - Golf - Halterofilia - Hockey sobre césped - Judo - Lucha - Piragüismo - Pentatlón moderno - Remo - Rugby 7 - Taekwondo - Tenis - Tenis de mesa - Tiro - Tiro con arco - Triatlón - Vela - Vóley playa |  |

### Deportes de exhibición
Los siguientes deportes: escalada, patinaje de velocidad, skateboarding y wushu fueron tenidos en cuenta por la organización para ser los deportes de exhibición de esta edición.
| - Escalada - Patinaje de velocidad - Skateboarding - Wushu |

## Desarrollo

### Ceremonia de apertura
La ceremonia de apertura se realizó en el Estadio Olímpico de Nankín el 16 de agosto de 2014 a las 20:00 horas (UTC+8) . Como consigna de los Juegos Olímpicos de la Juventud, una ceremonia inaugural no debe superar los 90 minutos.
Chen Weiya fue el diseñador de la ceremonia. Ya había contribuido a las ceremonias de inauguración y clausura de los Juegos Olímpicos de Pekín 2008 y de los Juegos Asiáticos de 2010 celebrados en Cantón.
La ceremonia comenzó con el desfile de los países participantes, empezando por la delegación de Afganistán.
El primer acto artístico, consistió de un baile de dragones en todo el estadio y luego, se recreó un programa de música con las acrobacias y el espectáculo teatral. A continuación se produjo el acceso y posterior desfile de los atletas por el estadio.
Luego, tras las declaraciones de Li Xueyong, Presidente del Comité Organizador de los Juegos, y de Thomas Bach, Presidente del Comité Olímpico Internacional, el Presidente de la República Popular China Xi Jimping declaró oficialmente inaugurados los Juegos. Allí, la bandera olímpica entró entonces en el estadio a los acordes del himno olímpico. Estuvieron presenciando el acto varios presidentes de otros países y otros invitados de excepción, entre ellos el Secretario General de las Naciones Unidas, Ban Ki-Moon, y posteriormente tres representantes de los deportistas, árbitros y entrenadores pronunciaron el juramento olímpico.
Bajo el lema "Light up the future" ("encendamos el futuro"), simbolizado por una esfera armilar y un telescopio, varios miles de artistas se lanzaron entonces a un fascinante espectáculo de baile que causó furor en los espectadores. Se destacaron las piruetas de unos acróbatas sostenidos en el aire con cables de acero.

### Calendario
| ● | Ceremonia de Apertura | ● | Eventos de competición | ● | Eventos finales | ● | Ceremonia de Clausura |

| Agosto                     | Escenario                                                                                             | 14 | 15 | 16 | 17 | 18 | 19 | 20 | 21 | 22  | 23  | 24  | 25  | 26  | 27  | 28 | Total de Medallas de Oro |
| -------------------------- | --- | -- | -- | -- | -- | -- | -- | -- | -- | --- | --- | --- | --- | --- | --- | -- | ------------------------ |
| Ceremonias                 | Estadio Olímpico de Nankín                                                                            |    |    | ●  |    |    |    |    |    |     |     |     |     |     |     | ●  |                          |
| Atletismo                  | Centro Olímpico Deportivo de Nankín Estadio principal                                                 |    |    |    |    |    |    |    |    |     | 13  | 12  | 11  | 1   |     |    | 37                       |
| Bádminton                  | Instituto Deportivo de Nankín Gimnasio                                                                |    |    |    |    |    |    |    |    | 3   |     |     |     |     |     |    | 3                        |
| Baloncesto                 | Unidad Deportiva de Wutashian Estadio de baloncesto                                                   |    |    |    |    |    |    |    | 2  |     |     |     |     | 2   |     |    | 2                        |
| Balonmano                  | Centro Deportivo de Jiangning Gimnasio                                                                |    |    |    |    |    |    |    |    |     |     |     | 2   |     |     |    | 2                        |
| Boxeo                      | Centro de Exposición Internacional de Nanjing                                                         |    |    |    |    |    |    |    |    |     |     |     |     | 3   | 10  |    | 13                       |
| Ciclismo                   | Parque de los Juegos Olímpicos de la Juventud de Nanjing Circuito de ciclismo Parque nacional Laoshan |    |    |    |    |    |    |    |    | 2   |     | 1   |     |     |     |    | 3                        |
| Equitación                 | Centro Polideportivo de Xinzhuang                                                                     |    |    |    |    |    |    | 1  |    |     |     | 1   |     |     |     |    | 2                        |
| Esgrima                    | Centro de Exposición Internacional de Nanjing                                                         |    |    |    | 2  | 2  | 2  | 1  |    |     |     |     |     |     |     |    | 7                        |
| Fútbol                     | Centro Deportivo de Jiangning Estadio de fútbol Unidad Deportiva de Wutashian Estadio de fútbol       |    |    |    |    |    |    |    |    |     |     |     |     | 1   | 1   |    | 2                        |
| Gimnasia                   | Centro Olímpico Deportivo de Nankín Gimnasio                                                          |    |    |    |    |    | 1  | 1  | 1  | 1   | 5   | 5   |     |     | 2   |    | 16                       |
| Golf                       | Club de Golf Internacional de Zhongshan                                                               |    |    |    |    |    |    |    | 2  |     |     |     |     | 1   |     |    | 3                        |
| Halterofilia               | Centro de Exposición Internacional de Nanjing                                                         |    |    |    | 2  | 2  | 2  |    | 2  | 2   | 1   |     |     |     |     |    | 11                       |
| Hockey                     | Parque de los Juegos Olímpicos de la Juventud de Nanjing                                              |    |    |    |    |    |    |    |    |     |     |     |     | 1   | 1   |    | 2                        |
| Judo                       | Gimnasio de Longjiang                                                                                 |    |    |    | 3  | 3  | 2  |    | 1  |     |     |     |     |     |     |    | 9                        |
| Lucha libre                | Gimnasio de Longjiang                                                                                 |    |    |    |    |    |    |    |    |     |     |     | 5   | 4   | 5   |    | 14                       |
| Natación                   | Centro Olímpico Deportivo de Nankín Natatorio                                                         |    |    |    | 3  | 8  | 5  | 7  | 4  | 9   |     |     |     |     |     |    | 36                       |
| Pentatlón moderno          | Centro de Exposición Internacional de Nanjing                                                         |    |    |    |    |    |    |    |    |     | 1   | 1   |     | 1   |     |    | 3                        |
| Piragüismo                 | Pista de Canotaje-Remo del Lago de Xuanwu                                                             |    |    |    |    |    |    |    |    |     |     | 4   |     |     | 4   |    | 8                        |
| Remo                       | Pista de Canotaje-Remo del Lago de Xuanwu                                                             |    |    |    |    |    |    | 4  |    |     |     |     |     |     |     |    | 4                        |
| Rugby 7                    | Parque de los Juegos Olímpicos de la Juventud de Nanjing                                              |    |    |    |    |    |    | 2  |    |     |     |     |     |     |     |    | 2                        |
| Saltos                     | Centro Olímpico Deportivo de Nankín Natatorio                                                         |    |    |    |    |    |    |    |    |     | 1   | 1   | 1   | 1   | 1   |    | 5                        |
| Taekwondo                  | Centro de Exposición Internacional de Nanjing                                                         |    |    |    | 2  | 2  | 2  | 2  | 2  |     |     |     |     |     |     |    | 10                       |
| Tenis                      | Instituto Nacional de Deportes de Nanjing Centro de tenis                                             |    |    |    |    |    |    |    |    |     | 2   | 3   |     |     |     |    | 5                        |
| Tenis de mesa              | Unidad Deportiva del Estadio de Wutaishan Gimnasio                                                    |    |    |    |    |    |    | 2  |    |     | 1   |     |     |     |     |    | 3                        |
| Tiro                       | Base de Entrenamiento Deportivo de Fangshan Salón cerrado                                             |    |    |    | 1  | 1  | 1  | 1  | 1  | 1   |     |     |     |     |     |    | 6                        |
| Tiro con arco              | Base de Entrenamiento Deportivo de Fangshan Campo de tiro con arco                                    |    |    |    |    |    |    |    |    |     |     | 1   | 1   | 1   |     |    | 3                        |
| Triatlón                   | Lago de Xuanwu                                                                                        |    |    |    | 1  | 1  |    |    | 1  |     |     |     |     |     |     |    | 3                        |
| Vela                       | Jinniu Lake                                                                                           |    |    |    |    |    |    |    |    |     | 4   |     |     |     |     |    | 4                        |
| Vóley playa                | Parque de los Juegos Olímpicos de la Juventud de Nanjing                                              |    |    |    |    |    |    |    |    |     |     |     |     | 1   | 1   |    | 2                        |
| Total de Medallas de Oro   | |    |    |    | 14 | 19 | 15 | 21 | 16 | 18  | 28  | 29  | 20  | 17  | 25  |    | 222                      |
| Medallas de Oro Acumuladas | |    |    |    | 14 | 33 | 48 | 69 | 85 | 103 | 131 | 160 | 180 | 197 | 222 |    | 222                      |

### Competición deportiva

#### Medallas
En estos juegos se espera que se entreguen un total de 222 medallas. La medalla de estos juegos fue diseñada por Matej Čička, un joven de 23 años de edad, de Eslovaquia, en un concurso lanzado en línea en septiembre de 2013 e invitó a los aficionados de todo el mundo para participar mediante su presentación de diseños. El ganador, Čička además de ganar el concurso tendrá un viaje hacia los juegos, una recompensa económica y una colección completa de las medallas que ofrece su diseño. Las medallas fueron reveladas el día 8 de agosto de 2014.

#### Medallero
El medallero de los Juegos Olímpicos de la Juventud de Nankín 2014 presenta todas las medallas entregadas a los deportistas ganadores de las competiciones disputadas en dicho evento, que se realizó en Nankín, China.
Las medallas aparecen agrupadas por los comités olímpicos nacionales participantes y se ordenan de forma decreciente contando las medallas de oro obtenidas; en caso de haber empate, se ordena de igual forma contando las medallas de plata y, en caso de mantenerse la igualdad, se cuentan las medallas de bronce. Si dos equipos tienen la misma cantidad de medallas de oro, plata y bronce, se listan en la misma posición y se ordenan alfabéticamente.
De los países que ganaron obtuvieron medallas en estos juegos, dos nunca habían obtenido nunca una medalla olímpica — El Salvador  y Fiyi —. Un total de cuatro naciones — Ghana, Moldavia, Singapur y Zambia–— obtuvieron por primera vez en su historia una medalla de oro. Previamente habían conquistado medallas de otros metales.

## Medallero
Hasta el 27 de agosto se han entregado 224 medallas de oro, 220 de plata y 240 de bronce, sumando 684 medallas en total. Las competencias de taekwondo y judo (exceptuando la categoría -100 kg masculino) entregan 2 medallas de bronce por evento, por lo tanto, el número de estas medallas es superior al resto.
La primera medalla de estos juegos fue lograda por la australiana Brittany Dutton, en la prueba femenina del triatlón, al registrar un tiempo de 59min56s, seguida por la estadounidense Stephanie Jenkins (que consiguió la plata) y la francesa Emilie Morier. 
La primera medalla para el país anfitrión, China, fue lograda por Jiang Huihua en el evento -48kg de halterofilia. 
El 18 de agosto en el evento masculino de 100 metros espalda en natación ocurrió un empate por el primer lugar entre el ruso Evgeny Rylov y el italiano Simone Sabbioni, por lo que no se entregó la medalla de plata y se entregaron dos medallas de oro. La misma situación ocurrió al día siguiente en el evento femenino de 200 metros espalda entre la italiana Ambra Esposito y la estadounidense Hannah Moore.
|  | País local (China). |

| Núm.  | País                 | Oro | Plata | Bronce | Total |
| ----- | -------------------- | --- | ----- | ------ | ----- |
| 1     | China                | 38  | 13    | 14     | 65    |
| 2     | Rusia                | 27  | 19    | 11     | 57    |
| —     | Equipo Mixto         | 13  | 12    | 14     | 39    |
| 3     | Estados Unidos       | 10  | 5     | 7      | 22    |
| 4     | Francia              | 8   | 3     | 9      | 20    |
| 5     | Japón                | 7   | 9     | 5      | 21    |
| 6     | Ucrania              | 7   | 8     | 8      | 23    |
| 7     | Italia               | 7   | 8     | 6      | 21    |
| 8     | Hungría              | 6   | 6     | 11     | 23    |
| 9     | Brasil               | 6   | 6     | 1      | 13    |
| 10    | Azerbaiyán           | 5   | 6     | 1      | 12    |
| 11    | Reino Unido          | 5   | 5     | 10     | 20    |
| 12    | Polonia              | 5   | 0     | 1      | 6     |
| 13    | Corea del Sur        | 4   | 6     | 5      | 15    |
| 14    | Australia            | 4   | 3     | 14     | 21    |
| 15    | Bielorrusia          | 4   | 3     | 0      | 7     |
| 16    | China Taipéi         | 3   | 3     | 2      | 8     |
| 16    | Etiopía              | 3   | 3     | 2      | 8     |
| 18    | Tailandia            | 3   | 2     | 3      | 8     |
| 19    | Lituania             | 3   | 2     | 2      | 7     |
| 20    | Corea del Norte      | 3   | 2     | 0      | 5     |
| 21    | Kazajistán           | 3   | 1     | 4      | 8     |
| 22    | Croacia              | 3   | 1     | 1      | 5     |
| 23    | Jamaica              | 3   | 1     | 0      | 4     |
| 24    | Irán                 | 3   | 0     | 3      | 6     |
| 25    | Alemania             | 2   | 8     | 15     | 25    |
| 26    | Bulgaria             | 2   | 4     | 0      | 6     |
| 27    | Uzbekistán           | 2   | 3     | 3      | 8     |
| 28    | Rumania              | 2   | 3     | 0      | 5     |
| 29    | Armenia              | 2   | 2     | 3      | 7     |
| 29    | Eslovenia            | 2   | 2     | 3      | 7     |
| 31    | Kenia                | 2   | 2     | 1      | 5     |
| 32    | España               | 2   | 1     | 6      | 9     |
| 33    | Egipto               | 2   | 1     | 5      | 8     |
| 34    | Nueva Zelanda        | 2   | 1     | 2      | 5     |
| 35    | Cuba                 | 2   | 1     | 1      | 4     |
| 36    | Singapur             | 2   | 1     | 0      | 3     |
| 36    | Suiza                | 2   | 1     | 0      | 3     |
| 39    | Turquía              | 1   | 3     | 6      | 10    |
| 40    | República Checa      | 1   | 3     | 3      | 7     |
| 41    | Argentina            | 1   | 2     | 4      | 7     |
| 42    | Suecia               | 1   | 2     | 3      | 6     |
| 43    | Moldavia             | 1   | 1     | 1      | 3     |
| 44    | Vietnam              | 1   | 1     | 0      | 2     |
| 45    | Noruega              | 1   | 0     | 3      | 4     |
| 46    | Colombia             | 1   | 0     | 2      | 3     |
| 47    | Austria              | 1   | 0     | 1      | 2     |
| 47    | Perú                 | 1   | 0     | 1      | 2     |
| 49    | Ghana                | 1   | 0     | 0      | 1     |
| 49    | Sudáfrica            | 1   | 0     | 0      | 1     |
| 49    | Surinam              | 1   | 0     | 0      | 1     |
| 49    | Zambia               | 1   | 0     | 0      | 1     |
| 53    | Venezuela            | 0   | 6     | 2      | 8     |
| 54    | México               | 0   | 5     | 6      | 11    |
| 55    | Canadá               | 0   | 4     | 3      | 7     |
| 56    | Hong Kong            | 0   | 4     | 1      | 5     |
| 57    | Bélgica              | 0   | 2     | 4      | 6     |
| 58    | Eslovaquia           | 0   | 2     | 1      | 3     |
| 58    | Georgia              | 0   | 2     | 1      | 3     |
| 58    | Irlanda              | 0   | 2     | 1      | 3     |
| 61    | Botsuana             | 0   | 2     | 0      | 2     |
| 61    | Grecia               | 0   | 2     | 0      | 2     |
| 63    | Dinamarca            | 0   | 1     | 3      | 4     |
| 64    | Baréin               | 0   | 1     | 1      | 2     |
| 64    | India                | 0   | 1     | 1      | 2     |
| 64    | Malasia              | 0   | 1     | 1      | 2     |
| 64    | Portugal             | 0   | 1     | 1      | 2     |
| 64    | Trinidad y Tobago    | 0   | 1     | 1      | 2     |
| 64    | Túnez                | 0   | 1     | 1      | 2     |
| 70    | Bosnia y Herzegovina | 0   | 1     | 0      | 1     |
| 70    | Burundi              | 0   | 1     | 0      | 1     |
| 70    | Chipre               | 0   | 1     | 0      | 1     |
| 70    | El Salvador          | 0   | 1     | 0      | 1     |
| 70    | Kirguistán           | 0   | 1     | 0      | 1     |
| 70    | Mongolia             | 0   | 1     | 0      | 1     |
| 70    | República Dominicana | 0   | 1     | 0      | 1     |
| 70    | Serbia               | 0   | 1     | 0      | 1     |
| 70    | Uganda               | 0   | 1     | 0      | 1     |
| 79    | Bahamas              | 0   | 0     | 2      | 2     |
| 80    | Fiyi                 | 0   | 0     | 1      | 1     |
| 80    | Granada              | 0   | 0     | 1      | 1     |
| 80    | Indonesia            | 0   | 0     | 1      | 1     |
| 80    | Irak                 | 0   | 0     | 1      | 1     |
| 80    | Islandia             | 0   | 0     | 1      | 1     |
| 80    | Letonia              | 0   | 0     | 1      | 1     |
| 80    | Marruecos            | 0   | 0     | 1      | 1     |
| 80    | Yibuti               | 0   | 0     | 1      | 1     |
| Total | Total                | 224 | 220   | 240    | 684   |

#### Reseña
Se nombran los momentos más importantes de los Juegos:
- 14 de agosto: El día 14 de agosto dio comienzo a la actividad deportiva, con el Torneo de fútbol femenino. El partido inaugural fue entre las selecciones de Venezuela y Papúa Nueva Guinea, con triunfo venezolano por 7-0.[1]

- 15 de agosto: Se realizó la primera jornada del torneo de fútbol masculino, con sendas goleadas de Islandia y Corea del Sur por 5-0 sobre Honduras y Cabo Verde respectivamente.[2]

- 16 de agosto: Se realizó a las 20:00 (UTC+8) la ceremonia de apertura en el Estadio Olímpico de Nankín.

- 17 de agosto: Se entregaron las primeras medallas de los juegos. La primera medalla de los juegos fue de la australiana Brittany Dutton, en la competencia de triatlón.[3] Además, El Salvador consiguió su primera medalla olímpica en toda la historia.[4]

- 18 de agosto: El país local, China supera las diez medallas y lidera el medallero el término de este día.

- 19 de agosto: El medallero comienza a hacerse más amplio. Continúa la lucha por el primer lugar del medallero, que lidera China con seis preseas de oro. Varios países de Latinoamérica como Argentina, México, Venezuela, Colombia o Cuba consiguieron sus primeras medallas en estos juegos.

- 20 de agosto: Francia (torneo masculino) y Australia (torneo femenino) son los primeros campeones olímpicos en la historia del Rugby 7. Además, Fiyi logra su primera medalla en su historia en Juegos Olímpicos, siendo el segundo país en lograrlo en estos juegos. El país local, China, gracias a la natación, supera las diez medallas de oro y cierra el día con veintitrés, recuperando el liderazgo del medallero que había cedido temporalmente a Rusia.

- 21 de agosto: China se aleja de Rusia en el medallero y alcanza catorce medallas de oros.

- 22 de agosto: Al finalizar el día, ya se habían entregado más de 100 medallas de oro. China continúa liderando el medallero ampliando su brecha con Rusia con 18 preseas doradas.

- 23 de agosto: Se disputan las finales de Gimnasia en el Gimnasia Olímpico de Nanjing, destacándose el británico Giarnni Regini-Moran, ganador de tres medallas de oro y dos de bronce. Se disputan finales de Atletismo, y se entregan medallas en Tenis, donde Brasil consiguió 3 medallas en este deporte.

- 24 de agosto: Continúan las finales de Gimnasia, con triunfos repartidos entre Rusia, China y el Reino Unido. El Atletismo le da sus primeras medallas a Jamaica. Se destacó también que Moldavia (en canotaje) y Singapur (en vela) consiguen sus primeras medallas de oro en toda su historia.

- 25 de agosto: Se entregan bronces en boxeo y se disputan las finales de balonmano y lucha. China se mantiene líder del medallero.

- 26 de agosto: Deportes grupales, como el Fútbol, Hockey y Baloncesto 3x3, destacándose el triunfo de Estados Unidos en baloncesto femenino, y China en fútbol femenino, que ganaron todos sus partidos en sus respectivos torneos. Se disputan las finales por el oro en boxeo. China asegura el primer lugar en el medallero de los juegos.

- 27 de agosto: Perú vence 2-1 a Corea del Sur en la final del fútbol masculino y consigue la última medalla de oro en disputa en estos juegos. Se disputan finales en Gimnasia rítmica, canotaje y voleibol de playa.

- 28 de agosto: Se celebra la ceremonia de clausura en el Estadio Olímpico.

## Países participantes
Esta es una lista de los países participantes. Entre paréntesis indica el número de atletas y en corchetes indica el primer espacio el número de atletas hombres y en el segundo tras la barra en número de atletas mujeres.
- Afganistán (2) [1/1]
- Albania (5) [3/2]
- Alemania (85) [39/46]
- Andorra (10)[5/5]
- Angola (15) [1/14]
- Antigua y Barbuda (5) [3/2]
- Arabia Saudita (5) [5/0]
- Argelia (33) [17/16]
- Argentina (60) [36/24]
- Armenia (14) [12/2]
- Aruba (4) [3/1]
- Australia (89) [43/46]
- Austria (33) [18/15]
- Azerbaiyán (21) [12/9]
- Bahamas (14) [8/6]
- Baréin (5) [2/3]
- Bangladés (13) [11/2]
- Barbados (8) [4/4]
- Bélgica (34) [13/21]
- Bielorrusia (35) [15/20]
- Belice (3) [2/1]
- Benín (5) [2/3]
- Bermudas (7) [4/3]
- Birmania (4) [2/2]
- Bolivia (8) [2/6]
- Bosnia-Herzegovina (6) [3/3]
- Botsuana (8) [5/3]
- Brasil (97) [49/48]
- Brunéi (3) [2/1]
- Bulgaria (27) [13/14]
- Burkina Faso (3) [2/1]
- Burundi (8) [6/2]
- Bután (2) [1/1]
- Cabo Verde (20) [18/2]
- Camerún (3) [1/2]
- Camboya (3) [1/2]
- Canadá (75) [33/42]
- Catar (21) [19/2]
- Chad (2) [1/1]
- Chile (15) [9/6]
- China (país local) (123) [30/93]
- China Taipéi (47) [23/24]
- Chipre (6) [2/4]
- Colombia (34) [17/17]
- Comoras (4) [3/1]
- Congo (8) [4/4]
- Corea del Norte (6) [3/3]
- Corea del Sur (75) [42/33]
- Costa Rica (3) [2/1]
- Costa de Marfil (4) [1/3]
- Croacia (24) [14/10]
- Cuba (13) [9/4]
- Dinamarca (15) [6/9]
- Dominica (2) [1/1]
- Ecuador (19) [5/14]
- Egipto (83) [47/36]
- El Salvador (8) [3/5]
- Emiratos Árabes Unidos (4) [2/2]
- Eritrea (3) [2/1]
- Eslovaquia (37) [10/27]
- Eslovenia (48) [32/16]
- Estonia (17) [7/10]
- España (66) [30/36]
- Estados Unidos (94) [48/46]
- Etiopía (15) [8/7]
- Filipinas (7) [2/5]
- Fiyi (26) [15/11]
- Finlandia (14) [8/6]
- Francia (82) [48/34]
- Gabón (3) [2/1]
- Gambia (2) [1/1]
- Georgia (12) [9/3]
- Ghana (10) [5/5]
- Granada (4) [2/2]
- Grecia (22) [12/10]
- Guam (8) [2/6]
- Guatemala (20) [10/10]
- Guinea (2) [1/1]
- Guinea-Bisáu (2) [1/1]
- Guinea Ecuatorial (2) [1/1]
- Guyana (4) [2/2]
- Haití (3) [1/2]
- Honduras (21) [20/1]
- Hong Kong (18) [10/8]
- Hungría (57) [26/31]
- India (32) [19/13]
- Indonesia (27) [14/13]
- Irán (16) [14/2]
- Irak (5) [4/1]
- Irlanda (16) [7/9]
- Islandia (20) [19/1]
- Islas Caimán (6) [2/4]
- Islas Cook (4) [3/1]
- Islas Marshall (4) [2/2]
- Islas Salomón (3) [1/2]
- Islas Vírgenes Británicas (8) [3/5]
- Islas Vírgenes Estadounidenses (5) [4/1]
- Israel (14) [8/6]
- Italia (68) [32/36]
- Jamaica (20) [12/8]
- Japón (78) [39/39]
- Jordania (6) [2/4]
- Kazajistán (51) [25/26]
- Kenia (24) [19/5]
- Kirguistán (7) [6/1]
- Kiribati (3) [2/1]
- Kuwait (5) [4/1]
- Laos (2) [1/1]
- Lesoto (7) [4/3]
- Letonia (13) [4/9]
- Líbano (4) [2/2]
- Libia (3) [3/0]
- Liechtenstein (1) [0/1]
- Lituania (21) [14/7]
- Luxemburgo (4) [1/3]
- Macedonia (5) [4/1]
- Madagascar (4) [2/2]
- Malasia (20) [11/9]
- Malaui (5) [3/2]
- Maldivas (3) [2/1]
- Malí (4) [2/2]
- Malta (4) [3/1]
- Marruecos (15) [9/6]
- Mauricio (4) [2/2]
- Mauritania (3) [2/1]
- México (78) [30/48]
- Micronesia (4) [2/2]
- Moldavia (4) [2/2]
- Mónaco (1) [1/0]
- Mongolia (5) [1/4]
- Montenegro (5) [3/2]
- Mozambique (3) [1/2]
- Namibia (30) [6/24]
- Nauru (2) [1/1]
- Nepal (2) [1/1]
- Nicaragua (4) [2/2]
- Níger (4) [2/2]
- Noruega (31) [22/9]
- Nueva Zelanda (50) [29/21]
- Omán (3) [2/1]
- Pakistán (12) [11/1]
- Palaos (3) [2/1]
- Palestina (4) [2/2]
- Panamá (8) [6/2]
- Países Bajos (41) [14/27]
- Papúa Nueva Guinea (24) [4/20]
- Paraguay (10) [4/6]
- Participantes Olímpicos Independientes (1) [0/1]
- Perú (40) [30/10]
- Polonia (59) [31/28]
- Portugal (21) [11/10]
- Puerto Rico (23) [15/8]
- Reino Unido (33) [18/15]
- República Centroafricana (2) [1/1]
- República Checa (37) [10/27]
- República Democrática del Congo (4) [2/2]
- República Dominicana (22) [6/4]
- Ruanda (11) [6/5]
- Rumania (41) [19/22]
- Rusia (84) [36/48]
- Samoa (2) [1/1]
- Samoa Americana (5) [5/0]
- San Cristóbal y Nieves (3) [2/1]
- Santa Lucía (6) [2/4]
- Santo Tomé y Príncipe (4) [2/2]
- San Marino (3) [1/2]
- San Vicente y las Granadinas (4) [2/2]
- Senegal (6) [3/3]
- Serbia (24) [14/10]
- Seychelles (3) [1/2]
- Singapur (18) [7/11]
- Siria (9) [2/7]
- Somalia (2) [1/1]
- Sri Lanka (9) [7/2]
- Suazilandia (4) [2/2]
- Sudáfrica (54) [25/29]
- Sudán (5) [4/1]
- Suecia (33) [9/24]
- Suiza (19) [7/12]
- Surinam (6) [4/2]
- Tailandia (37) [19/18]
- Tanzania (4) [2/2]
- Tayikistán (8) [5/3]
- Timor Oriental (2) [1/1]
- Togo (3) [1/2]
- Tonga (3) [1/2]
- Trinidad y Tobago (11) [5/6]
- Túnez (50) [33/17]
- Turkmenistán (3) [2/1]
- Turquía (41) [21/20]
- Tuvalu (3) [1/2]
- Ucrania (58) [27/31]
- Uganda (6) [3/3]
- Uruguay (22) [8/14]
- Uzbekistán (28) [16/12]
- Vanuatu (21) [19/2]
- Venezuela (58) [22/36]
- Vietnam (13) [5/8]
- Yemen (3) [2/1]
- Yibuti (5) [3/2]
- Zambia (24) [13/11]
- Zimbabue (10) [4/6]

- Kuwait hace su debut, debido a su ausencia en la edición del 2010.

- Las Antillas Neerlandesas no participaron por la disolución de su Comité Olímpico. Sus delegados participaron junto con los del Sudán del Sur bajo la Bandera del COI.

- China al ser el país anfitrión cuenta con la delegación más grande de los juegos (123) seguido por Brasil (97).

- Liberia,  Nigeria y  Sierra Leona se retiraron de los juegos debido al brote de ébola en África occidental. El 13 de agosto, Nigeria y Sierra Leona se retiraron debido a las presiones de las autoridades chinas en un intento por evitar la entrada de ébola al país.[5] Por otra parte, el 15 de agosto la delegación de Liberia y 2 deportistas de Guinea fueron excluidos por el COI debido a temores de contagio de ébola (al considerarse que los deportes en que iban a competir podrían representar un riesgo para otros deportistas).[6]

## Programa cultural y educativo
Los Juegos Olímpicos de la Juventud incorporan un Programa Cultural y Educativo, que ofrece una variedad de actividades culturales y educativas para los jóvenes. También, esta versión de los Juegos Olímpicos incluyen una experiencia educativa basada en los valores olímpicos que promuevan estilos de vida saludables y permitir a los atletas jóvenes ser atletas con "verdaderos espíritus deportivos"." Esto incluye la presencia de atletas famosos y especialistas para guiar a los jóvenes participantes. El programa combina "las tradiciones olímpicas (como el relevo de la antorcha olímpicas) con diversas culturas para difundir el espíritu olímpico"."

### Atletas
37 atletas de los 28 deportes olímpicos fueron elegidos por el COI para ser modelos a seguir en los Juegos Olímpicos de la Juventud 2014. Los atletas ofrecerán apoyo, mentor y asesoramiento a los participantes en estos juegos. Estos atletas van a participar en las actividades culturales y educativas de los juegos sobre estilos de vida saludables, la responsabilidad social y el olimpismo. También participarán en charlas informales conocidos como "el chat con los campeones".
La lista de atletas es:
| Deporte                 | Atleta                  | País           | Participaciones olímpicas                |
| ----------------------- | ----------------------- | -------------- | ---------------------------------------- |
| Atletismo               | Dwight Phillips         | Estados Unidos | 2000, 2004                               |
| Atletismo               | Kajsa Bergqvist         | Suecia         | 1996, 2000                               |
| Atletismo               | Liu Xiang               | China          | 2004, 2008, 2012                         |
| Bádminton               | Nathan Robertson        | Reino Unido    | 2000, 2004, 2008                         |
| Bádminton               | Cheng Wen Hsing         | China Taipéi   | 2004, 2008, 2012                         |
| Baloncesto              | Jorge Garbajosa         | España         | 2000, 2004, 2008                         |
| Baloncesto              | Anna Arkhipova          | Rusia          | 2000, 2004                               |
| Balonmano               | Alexandra do Nascimento | Brasil         | 2004, 2008, 2012                         |
| Boxeo                   | Ren Cancan              | China          | 2012                                     |
| Canotaje                | Lisa Carrington         | Nueva Zelanda  | 2012                                     |
| Ciclismo                | Frederic Magne          | Francia        | 1992, 1996, 2000                         |
| Encuestre               | Samantha Lam            | Hong Kong      | 2008                                     |
| Esgrima                 | Lei Sheng               | China          | 2008, 2012                               |
| Esgrima                 | Miles Chamley-Watson    | Estados Unidos | 2012                                     |
| Fútbol                  | Sun Wen                 | China          | 1996, 2000                               |
| Golf                    | Grace Park              | Corea del Sur  |                                          |
| Gimnasia (Artística)    | Jani Tanskanen          | Finlandia      |                                          |
| Gimnasia (Artística)    | Elizabeth Tweddle       | Reino Unido    | 2004, 2008, 2012                         |
| Gimnasia (Rítmica)      | Liubov Charkashyna      | Bielorrusia    | 2012                                     |
| Gimnasia (en trampolín) | Nuno Merino             | Portugal       | 2004                                     |
| Halterofilia            | Kendrick Farris         | Estados Unidos | 2008, 2012                               |
| Hockey sobre césped     | Teun de Nooijer         | Países Bajos   | 1996, 2000, 2004, 2008, 2012             |
| Judo                    | Lucie Decosse           | Francia        | 2004, 2008, 2012                         |
| Lucha                   | Kaori Icho              | Japón          | 2004, 2008, 2012                         |
| Pentatlón moderno       | Amelie Caze             | Francia        | 2004, 2008, 2012                         |
| Remo                    | Erin Cafaro             | Estados Unidos | 2008, 2012                               |
| Rugby 7                 | Heather Moyse           | Canadá         | 2006, 2010, 2014                         |
| Saltos                  | Minxia Wu               | China          | 2004, 2008, 2012                         |
| Vela                    | Juan Perdomo            | Puerto Rico    |                                          |
| Taekwondo               | Wu Jingyu               | China          | 2008, 2012                               |
| Tenis                   | Paradorn Srichaphan     | Tailandia      | 2000, 2004                               |
| Tenis de mesa           | Jorgen Persson          | Suecia         | 1988, 1992, 1996, 2000, 2004, 2008, 2012 |
| Tenis de mesa           | Wang Liqin              | China          | 2000, 2004, 2008                         |
| Tiro                    | Ivana Maksimovic        | Serbia         | 2012                                     |
| Tiro con arco           | Khatuna Lorig           | Estados Unidos | 1992, 1996, 2000, 2008, 2012             |
| Triatlón                | Emma Snowsill           | Australia      | 2008                                     |
| Voleibol de playa       | Zhang Xi                | China          | 2008, 2012                               |

### Jóvenes Embajadores
Un total de 104 personas fueron seleccionados por su Comité Olímpico Nacional para ser jóvenes embajadores. Estos tienen edades comprendidas entre 18 y 25 años y son los atletas, entrenadores, estudiantes o jóvenes profesionales que demuestren los valores olímpicos e inspiren y preparen a los jóvenes a hacer lo mismo.
Las principales funciones de los Jóvenes Embajadores es promover los Juegos Olímpicos de la Juventud en sus naciones y para alentar a los atletas de sus naciones para sacar el máximo provecho de la experiencia olímpica de la juventud, alentándolos a interactuar con personas de diferentes deportes y culturas y de participar en actividades y talleres.
Se ha celebrado un seminario del 25 al 28 de marzo de 2014 con el fin de preparar a los embajadores de los Juegos Olímpicos de la Juventud, enseñándoles acerca de las culturas y las actividades de Nanjing tiene para ofrecer.
La lista es la siguiente:
| País                                 | Nombre                             | Deporte (s)                             | Notas                                                                                          |
| ------------------------------------ | ---------------------------------- | --------------------------------------- | ---------------------------------------------------------------------------------------------- |
| Alemania                             | Marlene Gómez Islinger             | Triatlón                                | Alemania                                                                                       |
| Argelia                              | Abdelmalek Lahoulou                | Atletismo                               |                                                                                                |
| Angola                               | Andreia Miranda Goncalves          | Natación                                |                                                                                                |
| Argentina                            | José Ignacio Fossati Ariznabarreta | Boxeo                                   |                                                                                                |
| Australia                            | Jessica Fox                        | Canotaje en slalom                      | Participante en Singapur 2010, Participante en Londres 2012                                    |
| Austria                              | Stefan Janisch                     | Snowboarding, Tenis                     |                                                                                                |
| Azerbaiyán                           | Arzu Mammadova                     | Fútbol                                  |                                                                                                |
| Bahamas                              | Megan Shepherd                     |                                         | Redactor deportivo                                                                             |
| Bangladés                            | Mohammed Farhadur Rahman           | Baloncesto y Fútbol                     |                                                                                                |
| Barbados                             | Ryan O'Neal Brathwaite             |                                         | Cocinero en una panadería y Decorador                                                          |
| Bielorrusia                          | Anastasija Shpilevskaja            | Tenis                                   | Personal de su Comité Nacional                                                                 |
| Bélgica                              | Sophie Paris                       | Esquí                                   | Personal de su Comité Nacional                                                                 |
| Bosnia y Herzegovina                 | Edin Brankovic                     | Patinaje de velocidad sobre pista corta |                                                                                                |
| Botsuana                             | Mothusi Ramaabya                   |                                         | Auditoría y Asesoría                                                                           |
| Brasil                               | Lara Teixeira                      | Natación sincronizada                   | Participante en los Juegos Olímpicos de 2008 y 2012                                            |
| Bulgaria                             | Damyan Dikov                       | Baloncesto                              | Entrenador                                                                                     |
| Camerún                              | Prosper Babinne                    | Fútbol                                  | Voluntario Comité Olímpico de Camerún                                                          |
| Canadá                               | Dillon Richardson                  | Béisbol, Baloncesto                     |                                                                                                |
| Catar                                | Hannah Al-Bader                    | Balonmano                               |                                                                                                |
| Chile                                | Joaquín Ballivián                  | Atletismo                               | Participante en los Juegos Olímpicos de la Juventud 2010                                       |
| China                                | Lu Ting                            |                                         | Personal Comité Olímpico de China                                                              |
| China Taipéi                         | Emily Yeh                          | Tenis                                   |                                                                                                |
| Chipre                               | Chrystalleni Trikomiti             | Gimnasia Rítmica                        | Participante de los Juegos Olímpicos de Londres 2012                                           |
| Colombia                             | Juan Sebastian Sánchez Diaz        |                                         | Voluntario en la Federación Internacional de Orientación                                       |
| Corea del Sur                        | Kim Da Hye                         | Tiro                                    |                                                                                                |
| Costa de Marfil                      | Ruth Gbagbi                        | Taekwondo                               | Participante en los Juegos Olímpicos de la Juventud de 2010 y Juegos Olímpicos de Londres 2012 |
| Costa Rica                           | Gabriel Zumbado                    | Triatlón                                | Participante en los Juegos Olímpicos de la Juventud 2010                                       |
| Croacia                              | Danijela Grgic                     | Atletismo                               |                                                                                                |
| Cuba                                 | Leydi Laura Moya López             | Pentatlón                               | Participante en los Juegos Olímpicos de la Juventud 2010                                       |
| República Checa                      | Klara Mejdricka                    | Voleibol                                |                                                                                                |
| Dinamarca                            | Ann-Sofie Dalsgaard                | Fútbol                                  | Personal de su Comité Olímpico                                                                 |
| República Dominicana                 | Estefania George                   |                                         | Personal de su Comité Olímpico                                                                 |
| Ecuador                              | Adriana Lastra Cabezas             | Atletismo                               |                                                                                                |
| Egipto                               | Mostafa Awadalla                   | Balonmano                               | Participante de los Juegos Olímpicos de la Juventud 2010                                       |
| Eslovaquia                           | Monika Fasungova                   | Bádminton                               | Participante en los Juegos Olímpicos de Londres 2012                                           |
| Eslovenia                            | Vanja Mesec                        | Balonmano                               |                                                                                                |
| Estados Unidos                       | Jessica Luscinski                  | Fútbol                                  | Entrenadora y Personal de su Comité Nacional                                                   |
| Estonia                              | Laura-Maria Lehiste                | Judo                                    |                                                                                                |
| Etiopía                              | Desalegn Medibaw                   | Fútbol                                  |                                                                                                |
| Fiyi                                 | Matelita Buadromo                  | Natación                                |                                                                                                |
| Filipinas                            | Nadine Gutiérrez                   | Fútbol, Natación                        | Voluntario de su Comité Olímpico                                                               |
| Finlandia                            | Laura Lepisto                      | Patinaje artístico                      |                                                                                                |
| Francia                              | Thomas Bouhail                     | Gimnasia artística                      | Participante en los Juegos Olímpicos de Pekín 2008                                             |
| Reino Unido                          | Max Betteridge                     | Fútbol                                  | Entrenador                                                                                     |
| Grecia                               | Filippos Papageorgiou              | Encuestre                               |                                                                                                |
| Granada                              | Kara Archibald                     | Natación                                | Entrenador                                                                                     |
| Guatemala                            | Gabriela Matus Bonilla             | Atletismo                               |                                                                                                |
| Haití                                | Sacha Durocher                     | Encuestre                               | Entrenador                                                                                     |
| Hong Kong                            | Hoi Shun Stephanie Au              | Natación                                | Participante en los Juegos Olímpicos de 2008 y 2012                                            |
| Indonesia                            | Irham Fadli                        |                                         | Voluntario de su Comité Nacional                                                               |
| Irlanda                              | Leah Ewart                         | Hockey sobre césped                     | Participante de los Juegos Olímpicos de la Juventud 2010                                       |
| Islandia                             | Bjarki Benediktsson                | Fútbol                                  | Entrenador                                                                                     |
| Islas Cook                           | Tarapiripa Bishop                  | Fútbol                                  |                                                                                                |
| Islas Vírgenes de los Estados Unidos | Jemille Vialet                     | Natación                                |                                                                                                |
| Italia                               | Elisa Santoni                      | Gimnasia Rítmica                        | Participante en los Juegos Olímpicos de Atenas 2004, Pekín 2008 y Londres 2012                 |
| Jamaica                              | Kedisha Dallas                     | Atletismo                               |                                                                                                |
| Japón                                | Ran Yagisawa                       | Dancesport                              |                                                                                                |
| Jordania                             | Shaden Adel Thweib                 | Artes Marciles                          |                                                                                                |
| Kirguistán                           | Saltanat Ibraeva                   |                                         | Voluntario de su Comité Olímpico                                                               |
| Letonia                              | Toms Markss                        |                                         | Especialista en relaciones públicas en letón por la Federación de Ciclismo                     |
| Líbano                               | Tony Tarraf                        | Voleibol                                | Director de la Federación de Voleibol libanesa                                                 |
| Lituania                             | Gintare Okuleviciute               | Remo                                    |                                                                                                |
| Macedonia del Norte                  | Nina Balaban                       | Tiro                                    |                                                                                                |
| Madagascar                           | Harinelina Rakotondramanana        | Esgrima                                 |                                                                                                |
| Malasia                              | Benjamin Khor                      | Tiro                                    |                                                                                                |
| Mauricio                             | Henry Fenouillot de Falbaire       | Natación                                |                                                                                                |
| México                               | Andrea Probert Ávila               | Fútbol y Triatlón                       |                                                                                                |
| Moldavia                             | Ana Maria Stratu                   | Karate                                  |                                                                                                |
| Mongolia                             | Tugsbayar Gansukh                  | Halterofilia                            |                                                                                                |
| Marruecos                            | Ahmed Hamza Chraibi                | Tenis                                   | Presidente y Fundador de Excelencia Árabe                                                      |
| Namibia                              | Lurdi Aron                         | Baloncesto, Tenis                       |                                                                                                |
| Nueva Zelanda                        | Renee Hannah                       | Esquí acuático                          |                                                                                                |
| Noruega                              | Torgrim Sommerfeldt                | Baloncesto                              |                                                                                                |
| Países Bajos                         | Joyce Seesing                      | Ciclismo BMX                            |                                                                                                |
| Pakistán                             | Mahnoor Maqsood                    | Natación                                |                                                                                                |
| Papúa Nueva Guinea                   | Hannah Ilave                       | Natación, Triatlón                      |                                                                                                |
| Paraguay                             | Carlos Caballero Gómez             | Squash                                  |                                                                                                |
| Perú                                 | Aleiandro Quinones                 | Canotaje                                |                                                                                                |
| Polonia                              | Monika Hojnisz                     | Biatlón                                 |                                                                                                |
| Portugal                             | Mariana Catarino                   | Natación                                |                                                                                                |
| Puerto Rico                          | Betsmara Cruz                      | Natación                                | Entrenador                                                                                     |
| Rumania                              | Emil Imre                          | Patinaje de velocidad sobre pista corta |                                                                                                |
| Rusia                                | Olga Ponomar                       |                                         | Periodista deportiva                                                                           |
| Santa Lucía                          | Fredric Sweeney                    | Vela                                    | Entrenador                                                                                     |
| Senegal                              | Youssouph Ndao                     | Esgrima                                 |                                                                                                |
| Serbia                               | Aleksandra Kebic                   | Balonmano                               | Personal de su Comité Olímpico                                                                 |
| Singapur                             | Rui Qi Low                         | Vela                                    |                                                                                                |
| Sudáfrica                            | Reabetewe Mpete                    | Hockey sobre césped                     |                                                                                                |
| Sudán                                | Alaa Muntasir                      | Encuestre                               |                                                                                                |
| Sri Lanka                            | Ishika de Silva                    | Remo                                    |                                                                                                |
| Suecia                               | Frida Nevalainen                   | Hockey sobre hielo                      | Participante en los Juegos Olímpicos de Turín 2006 y Vancouver 2010                            |
| Suiza                                | Lisa Gisler                        | Curling                                 | Participante de los Juegos Olímpicos de la Juventud Innsbruck 2012                             |
| Tailandia                            | Apisada Kusolsilp                  |                                         | Empleado de la Autoridad de Deportes de Taiandia                                               |
| Tayikistán                           | Negmatullo Rajabaliev              | Tenis                                   | Entrenador                                                                                     |
| Trinidad y Tobago                    | Jeannette Small                    | Bádminton                               | Coach and NOC Staff                                                                            |
| Túnez                                | Marwen Chaieb                      | Rugby                                   | Entrenador                                                                                     |
| Turquía                              | Giray Cavdar                       | Tenis                                   | Entrenador                                                                                     |
| Uganda                               | Shamim Bangi                       | Bádminton                               |                                                                                                |
| Ucrania                              | Oleksandr Usyk                     | Boxeo                                   | Participante en los Juegos Olímpicos de Pekín 2008 y Londres 2012                              |
| Uzbekistán                           | Rashid Burnashev                   | Atletismo                               |                                                                                                |
| Vietnam                              | Van Hao Nguyen                     | Atletismo                               |                                                                                                |
| Yemen                                | Omar Al-Mogahed                    | Baloncesto, Fútbol, Tenis de mesa       | Delegado juvenil de las Naciones Unidas                                                        |
| Zambia                               | Samantha Miyanda                   | Fútbol                                  |                                                                                                |
| Zimbabue                             | Rukudzo Gona                       | Baloncesto, Fútbol, Rugby               |                                                                                                |

### Reporteros
Han sido designados treinta periodistas para participar de este programa. Los reporteros deben tener entre 18 y 24 años y deben ser seleccionados por su respectivo Comité olímpico nacional (CON). El equipo de reporteros se compone de 4 periodistas de todos los continentes, 8 por el país local, China y 1 de los próximos juegos de la juventud tanto de invierno como de verano: Lillehammer 2016 y Buenos Aires 2018.
Como una iniciativa para animar a la gente de todo el mundo a participar, este programa ofrece a estos jóvenes periodistas un programa de preparación de periodista multiplataforma y la oportunidad de adquirir experiencia trabajando en estos Juegos Olímpicos de la Juventud. Los periodistas podrán trabajar con profesionales altamente cualificados y de reconocido prestigio en el ámbito de la difusión, la prensa escrita, los medios sociales y la fotografía.
| Área              | Nombre                 | País            |
| ----------------- | ---------------------- | --------------- |
| África            | Yasmine Torche         | Argelia         |
| África            | Mario Lovemore         | Botsuana        |
| África            | Stella Annan           | Ghana           |
| África            | Zaki Saaed             | Sudán           |
| América           | Maria Carolina Cabella | Argentina       |
| América           | Diego Melendreras      | Guatemala       |
| América           | Ricardo Chambers       | Jamaica         |
| América           | Emily Bayci            | Estados Unidos  |
| Asia              | Pallavi Prasad         | India           |
| Asia              | Ruslan Medelbek        | Kazajistán      |
| Asia              | Christel El Saneh      | Líbano          |
| Asia              | David Lozada           | Filipinas       |
| Europa            | Palina Ihnatsenka      | Bielorrusia     |
| Europa            | Ivan Boyanov           | Bulgaria        |
| Europa            | Tomas Pavlicek         | República Checa |
| Europa            | Emilie Fekene          | Noruega         |
| Oceanía           | Te-Riu Artui           | Islas Cook      |
| Oceanía           | Jerick Sablan          | Guam            |
| Oceanía           | Ashlee Tulloch         | Nueva Zelanda   |
| Oceanía           | Ernest Ta'asi          | Islas Salomón   |
| China             | Chen Changjie          | China           |
| China             | Liao Jingjing          | China           |
| China             | Liu Meiying            | China           |
| China             | Wang Yang              | China           |
| China             | Yang He                | China           |
| China             | You Ziyu               | China           |
| China             | Zhu He                 | China           |
| China             | Zhu Mandan             | China           |
| Lillehammer 2016  | Vegard Skorpen         | Noruega         |
| Buenos Aires 2018 | Hernán Goldzycher      | Argentina       |